# Baraban (obwód kurski)
Baraban (ros. Барабан) – chutor w zachodniej Rosji, w sielsowiecie płatawskim rejonu konyszowskiego w obwodzie kurskim.

## Geografia
Miejscowość położona jest w dorzeczu Płatawki (lewy dopływ Swapy), 9 km od centrum administracyjnego sielsowietu (Kaszara), 21 km na południowy zachód od centrum administracyjnego rejonu (Konyszowka), 81 km na zachód od Kurska.
Klimat
Miejscowość, jak i cały rejon, znajduje się w strefie klimatu kontynentalnego z łagodnym ciepłym latem i równomiernie rozłożonymi opadami rocznymi (Dfb w klasyfikacji klimatów Köppena).

## Demografia
W 2010 r. chutoru nikt nie zamieszkiwał.